# Bolsa de Taiwán
La Bolsa de Taiwán (Taiwan Stock Exchange Corporation) es una entidad financiera que se fundó en 1961 en Taipéi y comenzó a operar como bolsa de comercio el 9 de febrero de 1962. Está regulada por la Comisión Supervisora de Finanzas. El índice de la Bolsa de Taiwán es el TWSE.
Su dirección es Calle Xinyi 7 - Sección 5, Taipei 101, planta 3, y Taipei 11049, plantas 9 a 12, Taiwán. 
Actualmente es su presidente el Sr. Sean Chen.